# 練行足
練行足(練り足)（れんこうあし(ねりあし)）は、株価のテクニカル分析において使用される指標。

## 概要
非時系列チャートの一種で、一定の値幅を決め、決めた値幅分動いたときだけ新たに値幅分の足を記入し、上昇時は陽線を、下降時は陰線を記入する。
陽転又は陰転となる足は反対方向へ決めておいた値幅の2倍以上の値動きがあった場合に記入する。